# Trójkąt Harbergera
Trójkąt Harbergera – trójkątem Harbergera nazywamy nieodwracalną stratę społeczną spowodowaną wprowadzeniem podatku. Trójkąt Harbergera wziął swoją nazwę od nazwiska ekonomisty, który badał przedstawione zagadnienie.

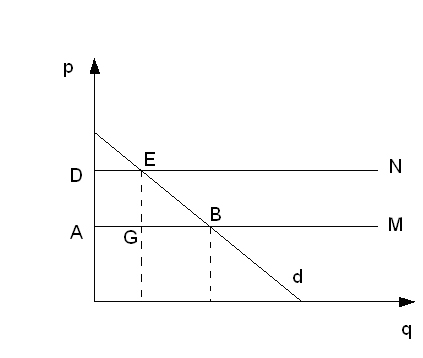

Stratę spowodowaną przez wprowadzenie podatku od towarów można wyrazić w kategoriach zmniejszenia nadwyżki konsumenta. Na zamieszczonym rysunku jest przedstawiona nadwyżka konsumenta przed i po wprowadzeniu podatku na rynku doskonale konkurencyjnym w wysokości AD, który w całości jest przerzucany na cenę finalną danego dobra. Prosta d jest skompensowaną krzywą popytu na dane dobro. Przed wprowadzeniem podatku punktem równowagi był punkt B. Jego wprowadzenie w wysokości AD przesuwa krzywą podaży w górę o wartość równą wielkości podatku, zaś nowym punktem równowagi staje się E. Nadwyżka konsumenta zmniejsza się zatem o ABED. Część owej straty (AGED) może się stać źródłem wzrostu użyteczności w wyniku przeznaczenia tych środków na finansowanie wydatków państwa. Pozostała część (EGB) zwana trójkątem Harbergera to nieodwracalna strata społeczna.